# 国際連合安全保障理事会決議7
国連安全保障理事会決議7（こくさいれんごうあんぜんほしょうりじかいけつぎ7、英: United Nations Security Council Resolution 7, UNSCR7）は、1946年7月26日採択されたフランシスコ・フランコによるスペインの独裁政権が国際平和と安全に与える影響に関する国際連合安全保障理事会決議。スペインの観察継続を決定した。

## 概要
1946年4月29日に設置されたスペイン情勢を調査する下部委員会の調査は、ポツダム会議及びサンフランシスコ会議並びに第1回総会冒頭、安全保障理事会決議第4号によってフランコ体制が非難された事柄を事実であると確認し、いつでも国際平和と安全を維持するために必要な措置を講じる準備を整えるために同国の情勢を継続的に観察して取り組むべき問題の一覧に掲げ、理事国は当該問題をいつでも検討の議題として挙げることができるものとした。
決議は部分的に採択されたため、決議文全体については投票が行われなかった。

## 詳細
以下はその和訳。
1946年4月29日、安全保障理事会はスペイン情勢を調査する小委員会を任命し、小委員会の調査は、ポツダム会議およびサンフランシスコ会議によるフランコ政権の非難につながった事実を完全に確認した。
安全保障理事会は、
第1会期の前半における総会及び上記日付の決議［決議4（1946）］により、安全保障理事会は、国際の平和及び安全を維持するために必要となる措置をいつでもとることができるようにするため、スペインにおける状況を継続的に観察し、これを把握事項のリストに維持することを決定する。
安全保障理事会のいずれの加盟国も、いつでもこの問題を理事会の審議に付することができる。